# آساکنت
آساکنت (به لاتین: Asakent) یک منطقهٔ مسکونی در روسیه است که در داغستان واقع شده‌است.